# Premijer Liga 2021-2022
La Nogometna Premijer liga Bosne i Hercegovine 2021-2022 (abbreviata in Premijer liga BiH 2021-2022), conosciuta anche come M:TEL Premijer liga Bosne i Hercegovine 2021-2022 per ragioni di sponsorizzazione, è stata la 22ª edizione del campionato della Bosnia Erzegovina (la 20ª che copre l'intero territorio nazionale), iniziata il 16 luglio 2021 e terminata il 29 maggio 2022. Il Borac Banja Luka era la squadra campione in carica. Lo Zrinjski Mostar si è laureato campione per la settima volta nella propria storia.

## Stagione

### Novità
L'Olimpik Sarajevo ed il Radnik Bijeljina sono retrocessi al termine della stagione 2020-2021, ma quest'ultima, a seguito della mancata licenza da parte del Mladost D. Kakanj, è stata riammessa. Anche il Krupa non ha ottenuto la licenza, al suo posto è stato promosso il Leotar, secondo classificato in Prva liga RS 2020-2021. Sono stati invece promossi Rudar Prijedor, vincitore della Prva liga RS 2020-2021, e Posušje, vincitore della Prva liga FBiH 2020-2021.

### Formula
Le squadre partecipanti sono dodici e disputano un girone di andata/ritorno/andata per un totale di 33 partite.

Al termine della competizione, la squadra prima classificata diventerà campione di Bosnia ed Erzegovina e si qualificherà al primo turno di qualificazione della UEFA Champions League 2022-2023. Le squadre classificate al secondo e al terzo posto si qualificano al primo turno di qualificazione della UEFA Europa Conference League 2022-2023, insieme alla vincitrice della coppa nazionale, che entra al secondo turno. Le ultime due squadre classificate retrocedono direttamente in Prva liga FBiH e Prva liga RS (a seconda della locazione).

## Squadre partecipanti
| Squadra          | Città            | Stadio                          | Stagione precedente        |
| ---------------- | ---------------- | ------------------------------- | -------------------------- |
| Borac Banja Luka | Banja Luka       | Stadio municipale di Banja Luka | 1º posto in Premijer Liga  |
| Leotar           | Trebigne         | Stadion Police                  | 2º in 1.Liga RS            |
| Posušje          | Posušje          | Stadion Mokri Dolac             | 1º in 1.Liga FBiH          |
| Radnik Bijeljina | Bijeljina        | Gradski stadion                 | 11º posto in Premijer Liga |
| Rudar Prijedor   | Prijedor         | Gradski Stadion                 | 1º in 1.Liga RS            |
| Sarajevo         | Sarajevo         | Stadio Asim Ferhatović Hase     | 2º posto in Premijer Liga  |
| Široki Brijeg    | Široki Brijeg    | Pecara                          | 4º posto in Premijer Liga  |
| Sloboda Tuzla    | Tuzla            | Stadio municipale di Tušanj     | 8º posto in Premijer Liga  |
| Tuzla City       | Simin Han, Tuzla | Stadio municipale di Tušanj     | 6º posto in Premijer Liga  |
| Velež Mostar     | Mostar           | Stadio Rođeni                   | 3º posto in Premijer Liga  |
| Željezničar      | Sarajevo         | Stadion Grbavica                | 7º posto in Premijer Liga  |
| Zrinjski Mostar  | Mostar           | Stadio pod Bijelim Brijegom     | 5º posto in Premijer Liga  |

## Classifica finale
|                                 | Pos. | Squadra           | Pt | G  | V  | N  | P  | GF | GS | DR  |
| ------------------------------- | ---- | ----------------- | -- | -- | -- | -- | -- | -- | -- | --- |
| Bosnia ed Erzegovina (bandiera) | 1.   | Zrinjski Mostar   | 84 | 33 | 26 | 6  | 1  | 74 | 14 | +60 |
|                                 | 2.   | Tuzla City        | 57 | 33 | 15 | 12 | 6  | 49 | 36 | +13 |
|                                 | 3.   | Borac Banja Luka  | 54 | 33 | 13 | 15 | 5  | 44 | 34 | +10 |
|                                 | 4.   | Sarajevo          | 46 | 33 | 13 | 7  | 13 | 37 | 33 | +4  |
| [ 4 ]                           | 5.   | Velež Mostar (–3) | 44 | 33 | 13 | 8  | 12 | 42 | 37 | +5  |
|                                 | 6.   | Željezničar       | 43 | 33 | 9  | 16 | 8  | 28 | 29 | -1  |
|                                 | 7.   | Široki Brijeg     | 39 | 33 | 8  | 15 | 10 | 31 | 35 | -4  |
|                                 | 8.   | Posušje           | 37 | 33 | 8  | 13 | 12 | 33 | 51 | -18 |
|                                 | 9.   | Leotar            | 34 | 33 | 9  | 7  | 17 | 25 | 46 | -21 |
|                                 | 10.  | Sloboda Tuzla     | 33 | 33 | 7  | 12 | 14 | 26 | 35 | -9  |
|                                 | 11.  | Radnik Bijeljina  | 27 | 33 | 5  | 12 | 16 | 34 | 53 | -19 |
|                                 | 12.  | Rudar Prijedor    | 26 | 33 | 5  | 11 | 17 | 28 | 48 | -20 |

Legenda:
      Campione di Bosnia ed Erzegovina e ammessa alla UEFA Champions League 2022-2023
      Ammessa alla UEFA Europa Conference League 2022-2023
      Retrocessa in Prva liga FBH 2022-2023 o Prva liga RS 2022-2023
Regolamento:
Tre punti a vittoria, uno a pareggio, zero a sconfitta.
In caso di arrivo di due o più squadre a pari punti, la graduatoria verrà stilata secondo la classifica avulsa tra le squadre interessate.
Il Velež Mostar ha scontato 3 punti di penalizzazione.

## Risultati

### Tabellone
|                  | BoB     | Leo     | Pos     | Rad     | Rud     | Sar     | Šir     | Slo     | Tuz     | Vel     | Žel     | Zri     |
| ---------------- | ------- | ------- | ------- | ------- | ------- | ------- | ------- | ------- | ------- | ------- | ------- | ------- |
| Borac Banja Luka | ––––    | 0-0 2-0 | 3-0     | 4-3 1-0 | 1-0     | 1-0     | 2-1 1-1 | 3-1     | 1-1     | 2-0 2-1 | 1-1     | 1-5 1-1 |
| Leotar           | 1-1     | ––––    | 2-2     | 1-0     | 2-1 2-0 | 0-2 1-1 | 1-3 1-0 | 1-1     | 0-2 0-0 | 1-3 2-1 | 0-0     | 0-1     |
| Posušje          | 1-0 3-0 | 1-0 2-0 | ––––    | 1-1     | 0-0     | 0-2     | 2-2     | 1-0 0-0 | 1-1     | 2-4     | 2-0 3-2 | 0-0 2-2 |
| Radnik Bijeljina | 1-1     | 0-1 1-3 | 3-1 0-0 | ––––    | 0-0 5-2 | 0-1     | 1-2     | 1-2 2-1 | 1-3     | 1-1 0-0 | 0-0     | 1-0     |
| Rudar Prijedor   | 1-1 2-2 | 1-2     | 3-0 0-0 | 2-0     | ––––    | 0-2     | 1-1     | 1-1 1-0 | 0-1     | 2-2     | 2-2 0-0 | 0-1 0-2 |
| Sarajevo         | 1-1     | 0-1     | 1-0 6-0 | 2-1 1-0 | 1-1 6-0 | ––––    | 0-0     | 1-0     | 1-2 0-1 | 0-2     | 2-0 1-1 | 0-2     |
| Široki Brijeg    | 0-3     | 2-0     | 1-1     | 0-0 3-3 | 2-1 1-3 | 2-1 3-0 | ––––    | 0-0 1-0 | 2-1 0-1 | 0-1     | 0-0     | 0-0     |
| Sloboda Tuzla    | 1-1 2-1 | 1-0     | 1-1     | 3-0     | 1-0     | 1-2     | 0-0     | ––––    | 1-1     | 1-1 1-2 | 1-1     | 0-2     |
| Tuzla City       | 1-1 0-0 | 4-0     | 4-1 1-2 | 2-2 3-3 | 3-2 1-0 | 1-1     | 2-2     | 1-0 4-1 | ––––    | 2-1     | 2-1 0-0 | 0-2     |
| Velež Mostar     | 0-3     | 2-1     | 2-0 5-2 | 1-2     | 0-2 1-0 | 1-1 3-0 | 1-1 1-0 | 0-2     | 1-2 1-0 | ––––    | 2-0     | 0-1     |
| Željezničar      | 1-1 0-0 | 1-0 3-0 | 1-0     | 2-0 1-1 | 2-0     | 2-0     | 1-0 0-0 | 1-1     | 2-1     | 0-0 1-0 | ––––    | 0-3 1-2 |
| Zrinjski Mostar  | 4-1     | 6-2 1-0 | 3-1     | 4-1 4-0 | 3-0     | 1-0 4-0 | 4-0 1-0 | 1-0     | 1-1 5-0 | 2-1 1-1 | 3-0     | ––––    |

## Statistiche

### Individuali

#### Classifica marcatori
| Gol |  |  | Giocatore        | Squadra          |
| --- |  |  | ---------------- | ---------------- |
| 33  |  |  | Nemanja Bilbija  | Zrinjski Mostar  |
| 14  |  |  | Sulejman Krpić   | Tuzla City       |
| 12  |  |  | Adnan Džafić     | Tuzla City       |
| 11  |  |  | Stojan Vranješ   | Borac Banja Luka |
| 10  |  |  | Tonći Mujan      | Široki Brijeg    |
| 9   |  |  | Dženan Zajmović  | Velež Mostar     |
| 8   |  |  | Jovo Lukić       | Borac Banja Luka |
| 7   |  |  | Joseph Amoah     | Rudar Prijedor   |
| 7   |  |  | Nikola Mandić    | Rudar Prijedor   |
| 7   |  |  | Mirzad Mehanović | Tuzla City       |
| 7   |  |  | Ante Živković    | Radnik Bijeljina |